# دنیس گراسو
دنیس گراسو (انگلیسی: Dennis Grassow؛ زادهٔ ۱۰ اکتبر ۱۹۷۱) بازیکن فوتبال اهل آلمان است.
از باشگاه‌هایی که در آن بازی کرده‌است می‌توان به باشگاه فوتبال کلن، باشگاه فوتبال یان رگنسبورگ، باشگاه فوتبال مونیخ ۱۸۶۰، باشگاه فوتبال دارمشتات ۹۸، و باشگاه فوتبال بایرن مونیخ اشاره کرد.